# Ferocactus schwarzii
Ferocactus schwarzii är en kaktusväxtart som beskrevs av G.E. Linds. Ferocactus schwarzii ingår i släktet Ferocactus och familjen kaktusväxter. Inga underarter finns listade i Catalogue of Life.

## Bildgalleri

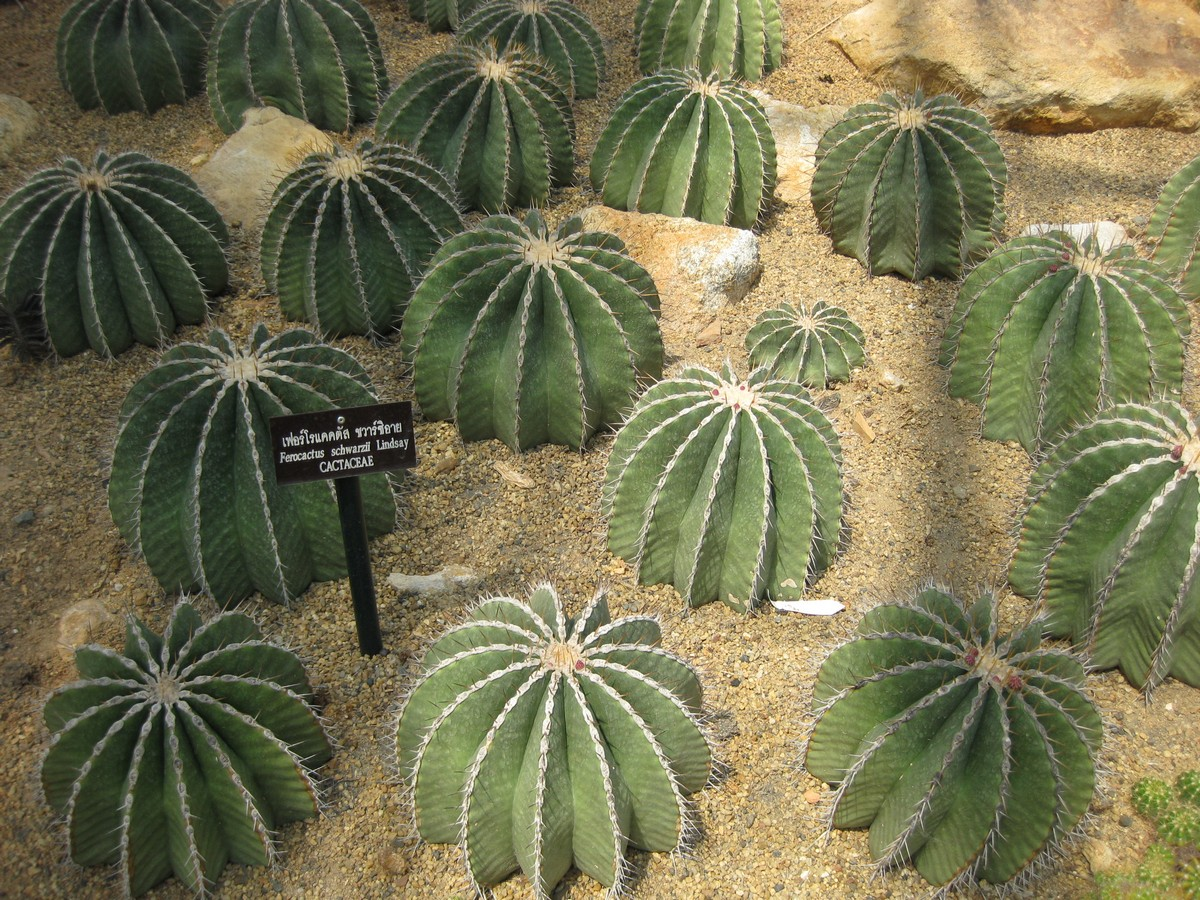
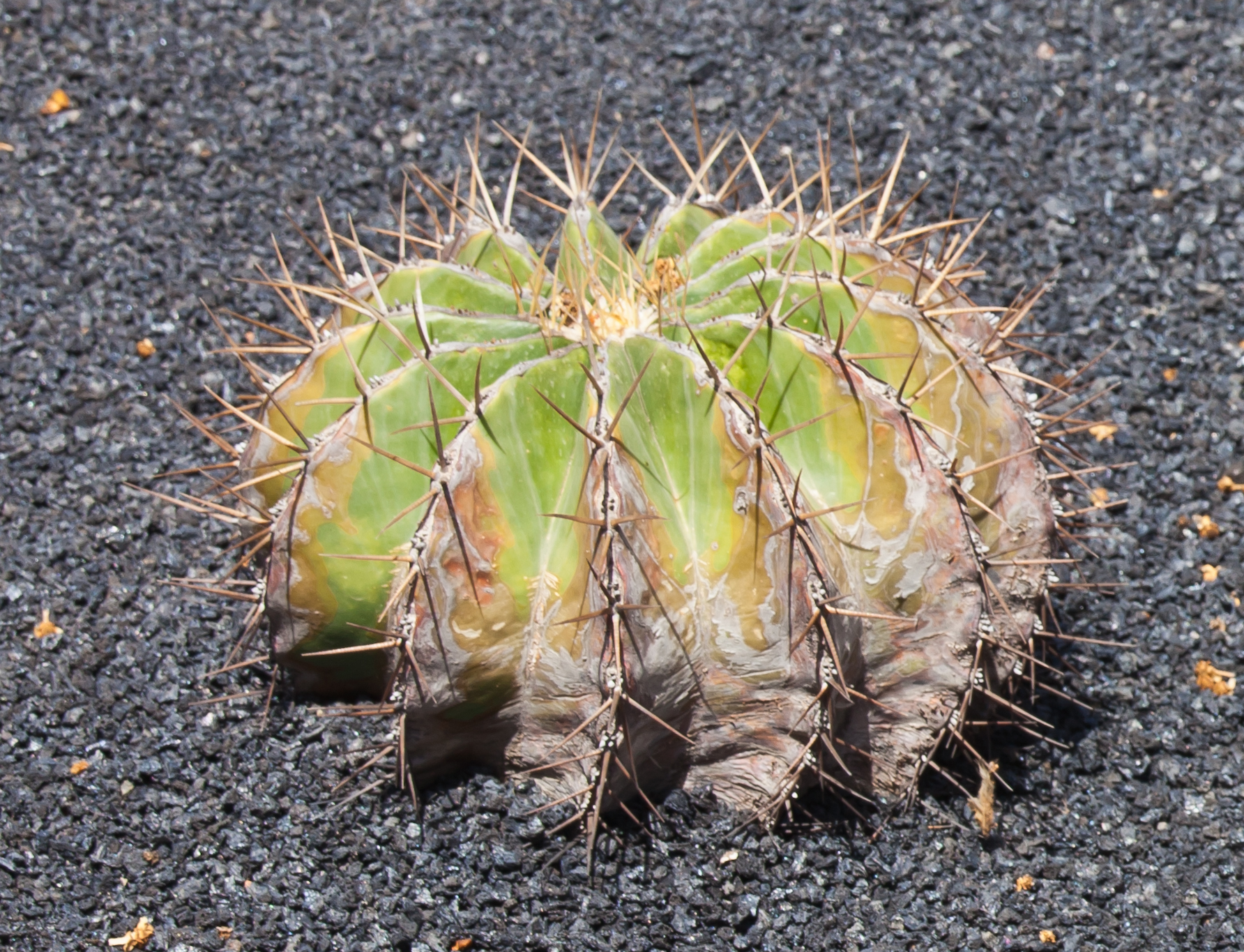
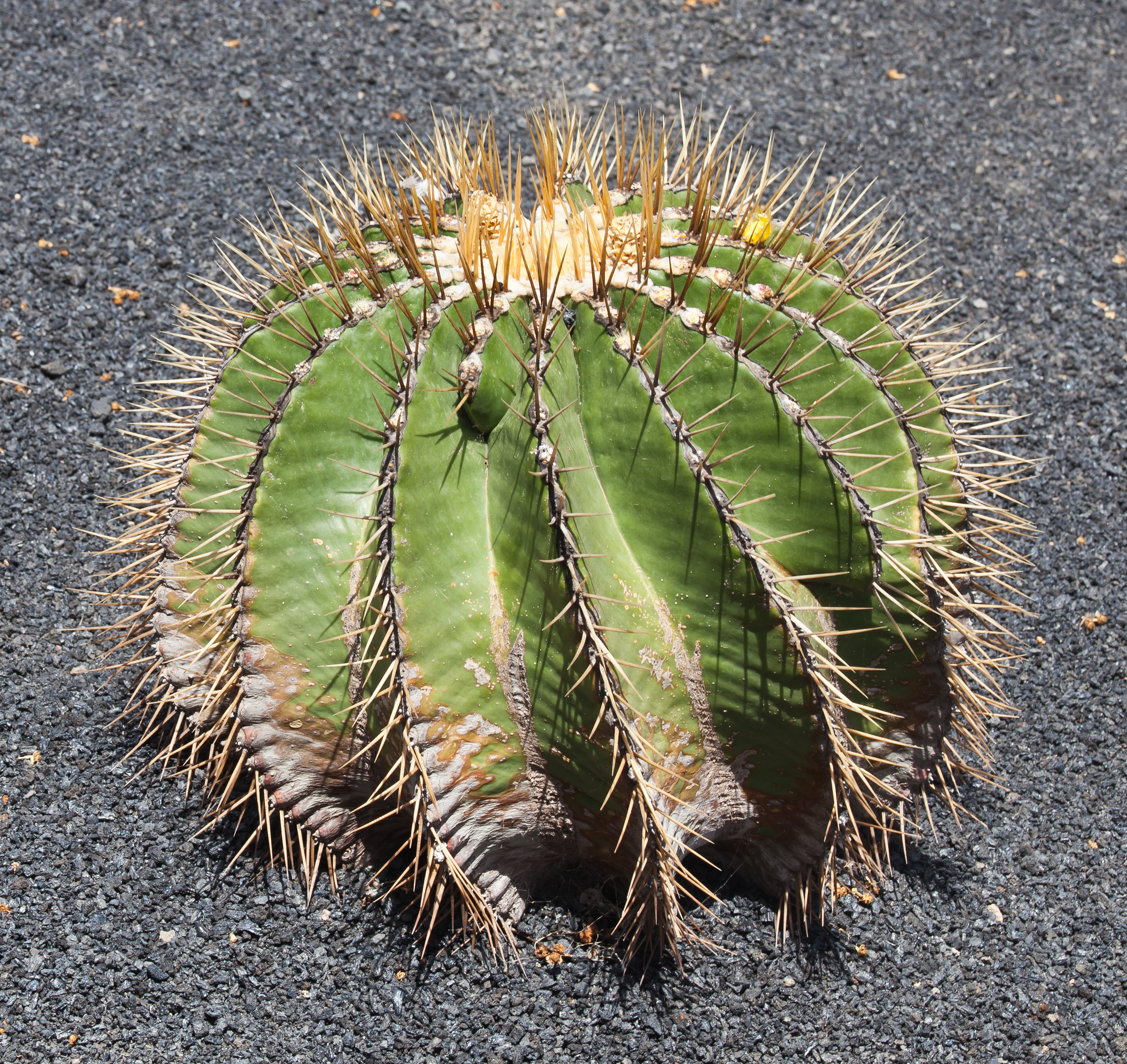